# Marca (commercio)
La marca è un nome, simbolo, disegno, o una combinazione di tali elementi, con cui si identificano prodotti o servizi di uno o più venditori al fine di differenziarli da altri offerti dalla concorrenza.

## Generalità
La marca può essere definita come una specifica relazione istituita in un dato mercato tra una determinata domanda, una determinata offerta e una determinata concorrenza. Da un punto di vista semiotico si può affermare che ciò che essa sicuramente rappresenta è un momento o un luogo in cui a una creazione intenzionale corrisponde una determinata lettura sociale. Questa lettura, ovvero il riconoscimento identitario della marca rappresenta in questo senso un punto di arrivo di un processo che coinvolge una fase di produzione dei significati e una di ricezione. Tali due momenti determinano la natura fortemente intersoggettiva della marca in quanto questa è generata da una serie di discorsi tenuti da più attori coinvolti.
Le imprese con l'attività di marketing possono modificare questa relazione. Slogan pubblicitari come ad esempio "Dove c'è Barilla c'è casa" e "Vodafone: tutto intorno a te" servono a includere nella marca degli aspetti psicologici tali da indurre nei consumatori sentimenti di fiducia verso l'impresa.
La ricerca del nome da assegnare ad una società o ad un prodotto è divenuta un'attività professionale molto apprezzata e fonte essa stessa di iniziativa imprenditoriale e di occupazione, come dimostrano molti recenti esempi, tra i quali ultimi degno di nota il caso di Marcel Botton.
La marca è spesso un asset importante di una società, contabilizzato in bilancio fra le immobilizzazioni immateriali.
Un'azienda talora è acquisita al semplice scopo di poterne sfruttare il marchio, applicando tecnologie di produzione e standard qualitativi inferiori dell'acquirente.

## Concetti chiave
La marca può essere vista come una variabile multidimensionale che contiene e rappresenta non solo gli aspetti distintivi ma anche la storia dell'impresa, l'esperienza maturata dai consumatori verso il brand, il livello di notorietà, le aspettative dei potenziali acquirenti.
È per questo che nell'ambiente del marketing si usa dire che "la marca è nella testa dei consumatori".
I concetti più noti e studiati legati alla marca sono:
- brand name (nome della marca) è spesso usato come sinonimo di "marca" sebbene sia più corretto utilizzarlo per indicare la scritta (insieme di caratteri dattilografici senza una specifica formattazione). In tale contesto il brand name costituisce una sorta di marchio (trademark) che il brand owner (impresa proprietaria della marca) può proteggere giuridicamente attraverso la registrazione
- conoscenza di marca (brand perception), qualità della marca che si articola in:
  - notorietà (brand awareness) indica la capacità dei consumatori di identificare un particolare marchio;
  - immagine di marca (brand image), aspetto qualitativo della conoscenza di marca che racchiude le idee e le aspettative presenti nelle menti dei consumatori legate a un prodotto o servizio.
- patrimonio di marca (brand equity), è il valore della marca in condizioni di funzionamento
- brand value (valore della marca), è il valore della marca in ipotesi di cessione, cioè indica il valore monetario che un soggetto corrisponde al proprietario della marca per ottenerne la disponibilità
- brand essence (essenza di marca), l'espressione più semplice ed immediata della promessa di un marchio (es. Volvo = sicurezza)
- brand activation è uno dei principali processi di marketing attraverso cui si fa vivere una marca, coinvolgendo a vari gradi i consumatori affinché cambino il modo in cui vedono le marche; modifichino il modo in cui si comportano; si influenzi il loro comportamento d'acquisto.
- brand management (gestione della marca), è un'attività volta ad aumentare il valore percepito (perceived value) del marchio aumentando di riflesso il patrimonio di marca.
- rebranding (rivitalizzazione della marca) è un processo in base al quale un prodotto o un servizio sviluppato e distribuito con un nome, un marchio o sotto il nome di una ditta, viene reimmesso nel mercato sotto un altro nome o una diversa identità.
- brand identity (identità di marca), è tutto ciò che l'impresa vuole che i consumatori percepiscano utilizzando i propri prodotti. Ogni “segnale” (vista, udito, tatto, gusto, olfatto) usato per proiettare la relazione tra l'azienda e i suoi clienti (l'immagine di marca, discussa sopra) viene chiamato in gergo brand artifact, ossia un artefatto del brand. La presenza e l'insieme di questi artefatti formano l'identità del marchio. Questi artefatti, idealmente, devono essere omogenei nel loro aspetto, uso, misura, colore, scopo, sensazione, ecc. –ogni volta che interagiscono con il pubblico. Questa uniformità e costanza permettono ai consumatori di costruire una struttura mnemonica attorno alla marca e alla sua value proposition, infondendo fiducia nella marca e accrescendo la brand equity.
- brand franchise (fedeltà alla marca), è il livello di fedeltà dei consumatori che permette all'impresa di ottenere una differenziazione del prodotto dalla concorrenza
- brand experience (esperienza di marca), aspetto legato alla sperimentazione dei prodotti o servizi della marca.
- brand architecture (architettura di marca), struttura che organizza il portfolio di marche detenute da un'Impresa, specificando quale ruolo è svolto da ciascuna di queste e quali rapporti intercorrono tra di esse, nella specificità rappresentata da ciascun contesto di prodotto-mercato in cui sono collocate.
- brand portfolio (portafoglio di marca), complesso dei marchi all'interno di una architettura di marca.
- brand positioning (posizionamento di marca), posizione distintiva che una firma assume nel suo contesto competitivo per assicurarsi che gli individui nel mercato di riferimento la percepiscano come differente e distintiva rispetto ai concorrenti, sia in termini di percepito di codici sia di percepito valoriale.
- brand recognition (riconoscimento di marca), indicatore che misura la capacità dei consumatori di ricollegare una marca al prodotto o all'azienda che essa contraddistingue. Ad esempio, la percentuale di consumatori che, vedendo la nota M gialla su sfondo rosso, la ricollegano correttamente a McDonald's.

## Categorie di marca
Vari autori della letteratura di marketing si sono occupati della classificazione delle tipologie di marca presenti sul mercato proponendone un'infinità.
Conoscere le caratteristiche di una marca concorrente può essere utile ai brand manager dell'imprese per adottare strategie efficaci.
Quella forse più utile è la classificazione della marca in base all'ampiezza del portafoglio di marca (brand portfolio) di un'impresa:
- marca prodotto (individual brand): la marca è utilizzata per individuare un unico prodotto. Partendo da un'unica promessa, si giunge al posizionamento di un unico prodotto e quindi in genere si evocano determinate caratteristiche funzionali del prodotto.

es. Ferrero utilizza la marca Nutella per commercializzare la propria crema gianduia.
- marca gamma (family brand): la marca è utilizzata per individuare più prodotti simili che soddisfano bisogni simili. Si parte da un'unica promessa per giungere al posizionamento comune di più prodotti.

es. la marca Dixan è utilizzata per individuare detersivi liquidi, in polvere, in pastiglie, ecc.
- marca ombrello (umbrella brand): la marca è utilizzata per individuare più prodotti anche molto diversi tra loro. Si parte da una promessa comune, si crea una promessa specifica per un prodotto e si giunge ad un determinato posizionamento per ciascun prodotto. Non potendosi riferire a caratteristiche specifiche si richiamano situazioni emotive o valori astratti.

es. la marca Sony è utilizzata per individuare televisori, videoregistratori, console per videogiochi, lettori CD, DVD ed MP3.
es. Yamaha Corporation commercializza moto, imbarcazioni, strumenti musicali, prodotti audio Hi-Fi e altro come Yamaha.
Classificazione in base alla relazione tra marca principale (master brand, marca della casa madre) e marca secondaria (sub-brand):
- Single brand across organisation, l'impresa utilizza per tutte le tipologie di prodotti che commercializza lo stesso brand name, brand name che deve essere il nome con il quale tutti gli stakeholder conoscono l'impresa.

es. la Virgin Group utilizza "Virgin" per Virgin Cola, Virgin Records, Virgin Books, ecc.
- Endorsed brand, l'impresa inserisce il nome della marca principale in quello della marca secondaria per dargli credibilità e poter operare in settori merceologici anche molto diversi.

es. Nestlé con Kit Kat.
- House of brands, nel sub-brand name viene data un'importanza lieve o nulla al master brand.

es. Procter & Gamble con Pampers.
Altre interessanti tipologie:
- Marca garanzia (corporate brand), la casa madre (corporation) inserisce nel brand name dei suoi prodotti un riferimento al proprio nome (company's name) in modo da creare una sorta di riconoscimento della marca e per facilitare l'approvazione del nuovo prodotto (new product acceptance) da parte dei potenziali consumatori.

es. la società Walt Disney include la parola Disney nel brand name di molti suoi prodotti: Walt Disney Studios, Disney Channel, Disneyland;
es. Barilla S.p.A. inserisce il suo logo nel logo, più complesso, della gamma Mulino Bianco.
- Furtive brand, il marchio con i quali l'impresa commercializza i suoi prodotti non hanno collegamenti con il nome dell'impresa.

es. Cinzano, SKYY vodka, Aperol, Cynar non hanno riferimenti a Campari, la società proprietaria di tali marche.
- Private label è la marca che gli operatori della grande distribuzione e più in generale tutti i rivenditori applicano ad alcuni prodotti realizzati per loro conto da terzisti. Può richiamare l'insegna del negozio, ad esempio nel caso dei prodotti Carrefour, o essere di fantasia, come nel caso della linea di abbigliamento sportivo Quechua appartenente al gruppo francese Decathlon.

## Concetti collegati
Anche se nel linguaggio comune spesso sono utilizzati come sinonimi, i seguenti concetti hanno ciascuno un proprio diverso significato:

### Marca
Al contrario del marchio, che è un concetto statico di natura giuridica, la marca è un concetto astratto e dinamico (vedi sopra).
La marca è nella testa dei consumatori. Se un consumatore parla di Nike, non si riferisce solo a un'impresa produttrice di articoli sportivi, ma evoca un modo di vivere e vestire sportivo, giovanile e di moda.
"La marca è quel territorio dove si aggiunge valore alla sostanza d’origine. Dove è ospitato l’ingegno e l’operosità delle persone che ci lavorano, dove c’è sacrificio e dedizione. Dentro la marca possono nascere brand di prodotto diversi, percepiti a proprio modo, da chi li acquista. Ma la marca è anche luogo in cui ritrovo forme di pensiero, cultura, rituali, atteggiamenti e comportamenti. Elementi tipici di un territorio geografico e di una comunità, non per forza legati all’attività produttiva e commerciale."

### Marchio
Il marchio è un qualunque segno suscettibile di essere rappresentato graficamente. È lo strumento con il quale le imprese tutelano giuridicamente la propria marca.
es: in calce alle pagine di en.wikipedia.org è riportata la scritta "Wikipedia® is a registered trademark of the Wikimedia Foundation" (in italiano: Wikipedia® è un marchio registrato di proprietà della Wikimedia Foundation).

### Brand name
Il Brand name è quella scritta senza una specifica formattazione che contraddistingue una marca, la parola con la quale i consumatori si riferiscono alla marca. Esempi: IBM, Microsoft.

### Logo
Il logo è l'elemento testuale che contraddistingue una marca. L'elemento può presentare una componente grafica legata strettamente al testo. Quando esso è privo della componente grafica prende il nome di logotipo. Il logotipo può presentare variazioni rispetto alla scrittura tradizionale e può identificarsi in acronimi in cui la disposizione delle lettere è curata dal designer.

### Ditta
La ditta (company's name) è il nome commerciale con il quale chi svolge attività di impresa opera nel mercato mondiale. Le ditte esistono in tutto il mondo. La ditta di una società di persone è chiamata ragione sociale mentre per le società di capitali si parla di denominazione sociale. Esempi: IBM Corporation, Microsoft Corporation.